# NGC 2119
NGC 2119 (również PGC 18136 lub UGC 3380) – galaktyka eliptyczna (E), znajdująca się w gwiazdozbiorze Oriona. Odkrył ją Édouard Jean-Marie Stephan 9 stycznia 1880 roku.